# Некита, Адриана
Адриана Николета Некита-Ольтяну (рум. Adriana Nicoleta Nechita-Olteanu, род. 14 ноября 1983 года в Бэйлешти) — бывшая румынская гандболистка, правый крайний сборной Румынии; бронзовый призёр чемпионата Европы 2010 года и чемпионата мира 2015 года. Заслуженный мастер спорта Румынии.

## Карьера игрока
С 2000 по 2013 годы выступала за команду «Ольтким», с которой выиграла Кубок чемпионов ЕГФ и Кубок обладателей кубков ЕГФ, а также дошла до финала Лиги чемпионов ЕГФ. Восьмикратная чемпионка страны.
В сборной Румынии в 130 играх отличилась 318 раз.

## Личная жизнь
В 2007 году Адриана Некита вышла замуж за гандболиста за гандболиста Кэтэлина Ольтяну, но развелась с ним в 2009 году. С 2010 по 2013 годы встречалась с футболистом Флорином Костя, с 2013 года встречается с примаром города Байя-Маре Кэтэлином Керекешом.

## Достижения
- Чемпионат Румынии:
  - Чемпионка: 2002, 2007, 2008, 2009, 2010, 2011, 2012, 2013
- Лига чемпионов ЕГФ:
  - Финалистка: 2010
  - Полуфиналистка: 2009, 2012, 2013
- Кубок чемпионов ЕГФ:
  - Победительница: 2007
- Кубок обладателей кубков ЕГФ:
  - Победительница: 2007
  - Полуфиналистка: 2002